# Polikarpov ITP
Polikarpov ITP (Istrebitel Tyazholiy Pushechniy; tiếng Nga: Истребитель Тяжелый Пушечный; Tiêm kích pháo hạng nặng) là một mẫu thử máy bay tiêm kích của Liên Xô trong Chiến tranh thế giới II.

## Tính năng kỹ chiến thuật (M-2)
Dữ liệu lấy từ Gordon, Soviet Airpower in World War 2
Đặc tính tổng quan
- Kíp lái: 1
- Chiều dài: 9,2 m (30 ft 2 in)
- Sải cánh: 10 m (32 ft 10 in)
- Diện tích cánh: 16,5 m2 (178 foot vuông)
- Trọng lượng rỗng: 2.910 kg (6.415 lb)
- Trọng lượng có tải: 3.570 kg (7.871 lb)
- Động cơ: 1 × Mikulin AM-39 , 1.268 kW (1.700 hp)
- Cánh quạt: 3-lá

Hiệu suất bay
- Tầm bay: 980 km (609 mi; 529 nmi)
- Trần bay: 11.500 m (37.730 ft)
- Tải trên cánh: 216 kg/m2 (44 lb/foot vuông)

Vũ khí trang bị

- Súng: 3 × Pháo ShVAK 20 mm
- Rocket: 8 × đạn rocket RS-82